# 장종원 (배우)
장종원(1994년 7월 20일 ~)은 대한민국의 연극 배우이다.

## 학력
- 서울예술대학교 연기과 전문학사 (졸업)

## 공연
- 2021년 국립극장 별오름극장
- 2021년 러브 이즈 타이밍